# ジヨン (歌手)
ジヨン（ハングル: 지연、1993年6月7日 - ）は、韓国の女優、モデル、歌手。現在活動はしていないが女性歌手グループT-ARAのメンバー。連続ドラマ『ドリームハイ2』の主人公や音楽番組『ショー!K-POPの中心』の司会などで知られる。個人活動ではフルネームのパク・チヨン（漢字: 朴芝妍/朴智妍、ハングル: 박지연、ラテン翻字: Park Ji-yeon）と表記されることもある。

## 略歴
1993年6月7日に韓国の家庭に生まれた。芸能活動の関係で転校が多く、学生生活で知り合った友人が同じ高校で同級生のf(x)のルナなど少ししかおらず、普通の高校生活を送れなかったと述べている。 芸能活動は2009年にデビューする前に、3年間の歌手になるためのトレーニングを韓国の財閥系芸能企業、Mnetで受けた。その間の、2008年にスマートモデル選抜大会にて賞を受賞してSHINeeとともにスマートモデルの活動を始めた。
2009年に現在とメンバーもコンセプトも異なるT-ARAがジヨンなど5名で結成された。この女性歌手グループは『良い人ver.1』のミュージックビデオを公開したが、デビューもせず本格的な活動は行われなかった。その頃、SeeYaのナム・ギュリが事務所を辞めたいと申し出たため、代わりの要員として加入することが発表された。まずSeeYaが参加したコラボレーション・グループのメンバーとして、2009年5月第1週より歌手活動を始め、テレビの歌番組に多く出演し、視聴者からキム・テヒに似ていると話題となった。
2014年5月22日、ミニアルバム『Never Ever』でソロデビュー。2018年に契約していた韓国の事務所コア・コンテンツ・メディア（加入時はMnet）を退社。中国の事務所と契約。
2022年2月10日、自身のインスタグラムで野球選手のファン・ジェギュンとの結婚を発表した。

### 俳優として
その後、女性歌手グループとしての活動の他に、『ドラゴン桜〈韓国版〉』、『ジャングルフィッシュ2』、『ミスレプリー』などに出演し俳優としてのキャリアを積み、『ドリームハイ2』（KBS）などでメインキャストを務めた。また2011年にはMBCで音楽番組のレギュラー司会を務めた。

## ディスコグラフィ

### ミニ・アルバム
| 枚 | タイトル                           | 収録曲 |
| -- | ---------------------------------- | --- |
| 1. | Never Ever - 発売日：2014年5月20日 | 1. 1분 1초 (1分1秒) 2. 여의도 벚꽃길／ 汝矣島（ヨイド）桜並木 3. 꼭두각시／あやつり人形 4. 1분 1초 (1分1秒)(Inst.) 5. 여의도 벚꽃길 ／ 汝矣島（ヨイド）桜並木 (Inst.) 6. 꼭두각시／あやつり人形 (Inst.) |

## 出演

### ミュージカル
- Roly-Poly (2012年)

### ドラマ
- ミンジャとエジャ (2008年 SBS) メン・ナヨン役
- 紅の魂 ～私の中のあなた～（2009年、MBC)ユン・ドゥナ 役
- 明日に向かってハイキック  （2009年 - 2010年、 MBC） ユリ 役
- ドラゴン桜〈韓国版〉（2010年、KBS） ナ・ヒョンジョン 役
- ジャングルフィッシュ2（2010年、KBS） ソ・ユル 役
- ミスリプリー（2011年、MBC） 日本国総理大臣の娘 ユウ 役
- ドリームハイ2（2012年、KBS） リアン 役
- マイランウェイ（2016年）
- 君の歌を聴かせて（2019年、KBS）ハ・ウンジュ 役
- イミテーション（2021年、KBS2）ラ・リマ 役

### バラエティー番組
- 豪快ガールズ（2010年7月 - 2011年5月、SBS）

### MV
- "Together"(ドリームハイ2 OST) JB & Jiyeon (2012年) (JYP公式)

### 司会
- ショー!K-POPの中心 ( 2010年–2011年、MBC )

### 広告
- Smart - 学生服ブランド（2009年）[5]

## 受賞歴
- APMモデル選抜大会銀賞（2007年）[6][7]
- スマートモデル選抜大会 受賞(2008年) [6]